# Quận San Miguel, New Mexico
Quận San Miguel là một quận thuộc tiểu bang New Mexico, Hoa Kỳ. Quận này có diện tích km², dân số theo điều tra năm 2000 của Cục điều tra dân số Hoa Kỳ là 30.126 người 2. Quận lỵ đóng tại thành phố Las Vegas6.

## Địa lý
Theo Cục điều tra dân số Hoa Kỳ, quận có diện tích 12.266 km2, trong đó có 49 km2 là diện tích mặt nước.